# James Daman
James Naanman Daman OSA (ur. 10 kwietnia 1956 w Kwa, zm. 12 stycznia 2015) – nigeryjski duchowny katolicki, augustianin, biskup Shendam w latach 2007-2015 i Jalingo w latach 2001-2007.

## Życiorys
Wstąpił do zakonu augustianów i studiował filozofię i teologię w seminarium tegoż zgromadzenia. Po święceniach otrzymał także tytuły naukowe: licencjat w dziedzinie teologii moralnej (Papieski Uniwersytet Laterański), licencjat w zakresie komunikacji społecznej (University of Birmingham) oraz doktorat z teologii moralnej (Akademia Alfonsjańska).
Święcenia kapłańskie otrzymał 14 lutego 1982 z rąk papieża Jana Pawła II. Był m.in. prorektorem seminarium św. Augustyna w Jos (1994-1997), a także zastępcą przełożonego prowincji nigeryjskiej augustianów (1997-2000).
5 grudnia 2000 papież Jan Paweł II mianował go biskupem diecezjalnym Jalingo. 24 lutego 2001 z rąk arcybiskupa Osvalda Padilli przyjął sakrę biskupią.
2 czerwca 2007 papież Benedykt XVI mianował go biskupem diecezjalnym Shendam. Sprawował w niej posługę aż do śmierci.